# Jardin de la Place-Jean-Paul-II
Pour les articles homonymes, voir Jean-Paul II (homonymie).
Le jardin de la Place-Jean-Paul-II, anciennement jardin du Parvis-Notre-Dame, est un espace vert du 4e arrondissement de Paris, en France.

## Accès
Le jardin est accessible par le 1, place du Parvis-Notre-Dame.
Il est desservi par la ligne 4 aux stations Saint-Michel et Cité et par les lignes B et C du RER à la gare de Saint-Michel - Notre-Dame.

## Origine du nom
Il honore le pape Jean-Paul II (1920-2005).

## Historique
Le jardin est créé en 1980.